# Дан-д’Эран
Дан-д’Эран (фр. Dent d’Hérens) — вершина в Пеннинских Альпах на границе Швейцарии, кантон Вале и Италии, провинция Валле-д’Аоста. Высота 4171 метр над уровнем моря. Ближайший четырёхтысячник к Дан-д’Эран — вершина Маттерхорн, лежащая в 4 километрах на восток.

## Происхождения названия
Своё название вершина получила по наименованию долины д’Эран, расположенной к северу от вершины Дан-Бланш. Вероятно, что первоначально вершина называлась Дан-Бланш. Это название сейчас носит вершина, перекрывающая обзор на Дан-д’Эран из долины. На старых картах область, в которой были расположены обе вершины, называлась одним словом Weisszahnhorn (в переводе с нем. — «Пик Белый Зуб»). Французское название Дан-Бланш (Dent Blanche) появилось только в 1820 году. Поскольку Дан-д’Эран иногда бывает скрыт за Дан-Бланшем, в итоге последний получил это имя. Однако местные жители называли текущую гору Дан-д’Эран именем Дан-Бланш, что порождало путаницу. Текущие имена вершин являются официальными после выхода карты Дюфура в 1862 году.

## Физико-географические характеристики

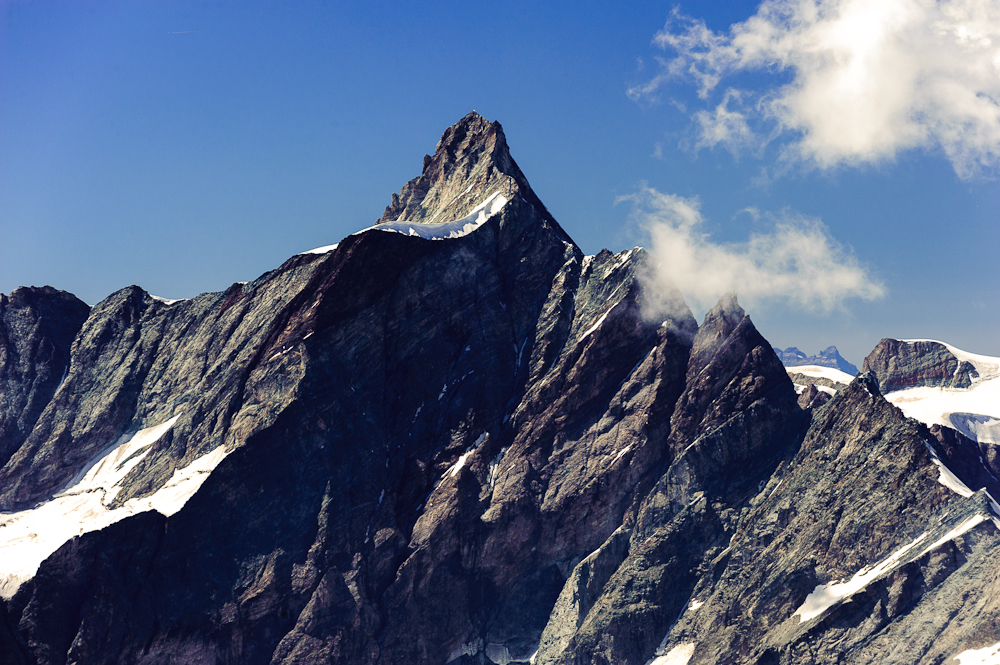
Дан-д’Эран, восточная стена

Дан-д’Эран расположена в основной горной цепи Альп между швейцарским кантоном Вале на севере и итальянской провинцией Валле-д’Аоста на юге. Северная часть вершины входит в водосборный бассейн реки Рона, тогда как южная часть горы питает реку По.
Дан-д’Эран расположена в четырёх километрах к западу от вершины Маттерхорн и на таком же расстоянии к северу от итальянского горного курорта Брёй-Червиния. На швейцарской (северной) стороне гора возвышается над ледником Цмутт. В 12 километрах на северо-восток расположена деревня Церматт. Вершина Дан-Бланш расположена в 7 километрах к северу.

## История восхождений
Первое восхождение на вершину было совершено 12 августа 1863 года, Флоренсом Кроуфордом Гроувом, Уильямом Эдвардом Холлом, Реджинальдом Сомерледом Макдональдом, Монтегю Вудмассом, Мельхиором Андереггом, Хуан-Пьером Качатом и Петером Перреном.
Первое зимнее восхождение совершили М. Пьяченца, Дж. Дж. Каррэлл и Г. Б. Пеллизер 16 января 1910 года.
1300 метровая северная стена впервые была исследована Дж. Финчем, Т. Г. Б. Форстером и Р. Пето 2 августа 1923 года по диагонали северной стены, или «Пути Финча». 10 августа 1925 года Вилло Вельценбах и Юджен Альвайн прошли северную стену напрямую.